# Siriuspasset
82°47.6′N 42°13.7′V / 82.7933°N 42.2283°V
Siriuspasset er et område i det nordligste Grønland, hvor forsteninger fra den kambriske eksplosion er fundet.
Blandt de forsteninger der er fundet er rovdyret Tamisiocaris borealis.
Siriuspasset er opkaldt efter Siriuspatruljen og ligger på den østlige kyst af J. P. Koch fjorden.
Området blev kortlagt i 1984 af geologer, og siden er indsamlet over 10.000 fossiler fra et lag af skifer på en klippeskråning.